# Blatno
Blatno je vas na Bizeljskem gričevju v Občini Brežice. Spada h Krajevni skupnosti Pišece, cerkvenoupravno pa pod Župnijo Pišece. Vas leži pretežno ob cesti Globoko - Pišece, v dolini potoka Gabernica in njegovega pritoka Suhadolskega potoka ter po gričevju nad njima, kjer sta zaselka Kamenski Breg in Suhadol. V kmetijstvu prevladujeta vinogradništvo in sadjarstvo. Na najvišji točki naselja - na razglednem Artiškem vrhu (331 mnm), vzhodno nad potokom Curnovščica stoji cerkev svetega Jerneja, zgrajena konec 17. stoletja.
V vasi sta se rodila duhovnika Anton Podvinski in njegov pranečak Zvone Podvinski ter Ivan Agrež - Brko, organizator Osvobodilne fronte na Kozjanskem.

## Prebivalstvo
Število prebivalcev po letih:
| Leto        | 1869 | 1880 | 1890 | 1900 | 1910 | 1931 | 1948 | 1953 | 1961 | 1971 | 1981 | 1991 | 2002 |
| ----------- | ---- | ---- | ---- | ---- | ---- | ---- | ---- | ---- | ---- | ---- | ---- | ---- | ---- |
| Prebivalcev | 263  | 282  | 292  | 283  | 279  | 237  | 254  | 241  | 210  | 198  | 205  | 166  | 157  |

Etnična sestava 1991:
- Slovenci: 165 (99,4 %)
- Neznano: 1